# 火車 (兵器)
火車（ファチャ、ハングル: 화차; ハンチャ: 火車）は15世紀頃の朝鮮半島で発達した多連装ロケット砲あるいはオルガン砲の一種である。多連装ロケット砲タイプのものは100本から200本の矢を放つことができた。オルガン砲タイプのものは銃身から鉄の弾頭がついた矢などを発射できた。16世紀頃に使用されていた似たような兵器もこの名称で呼ばれる。 
文禄・慶長の役で日本軍が朝鮮半島を侵略した際、火車類が反撃のために使用された。
ゲーム『Ghost of Tsushima』には火車に似た兵器が登場するが、時代考証の点からするとこれは正確ではない。

## 来歴

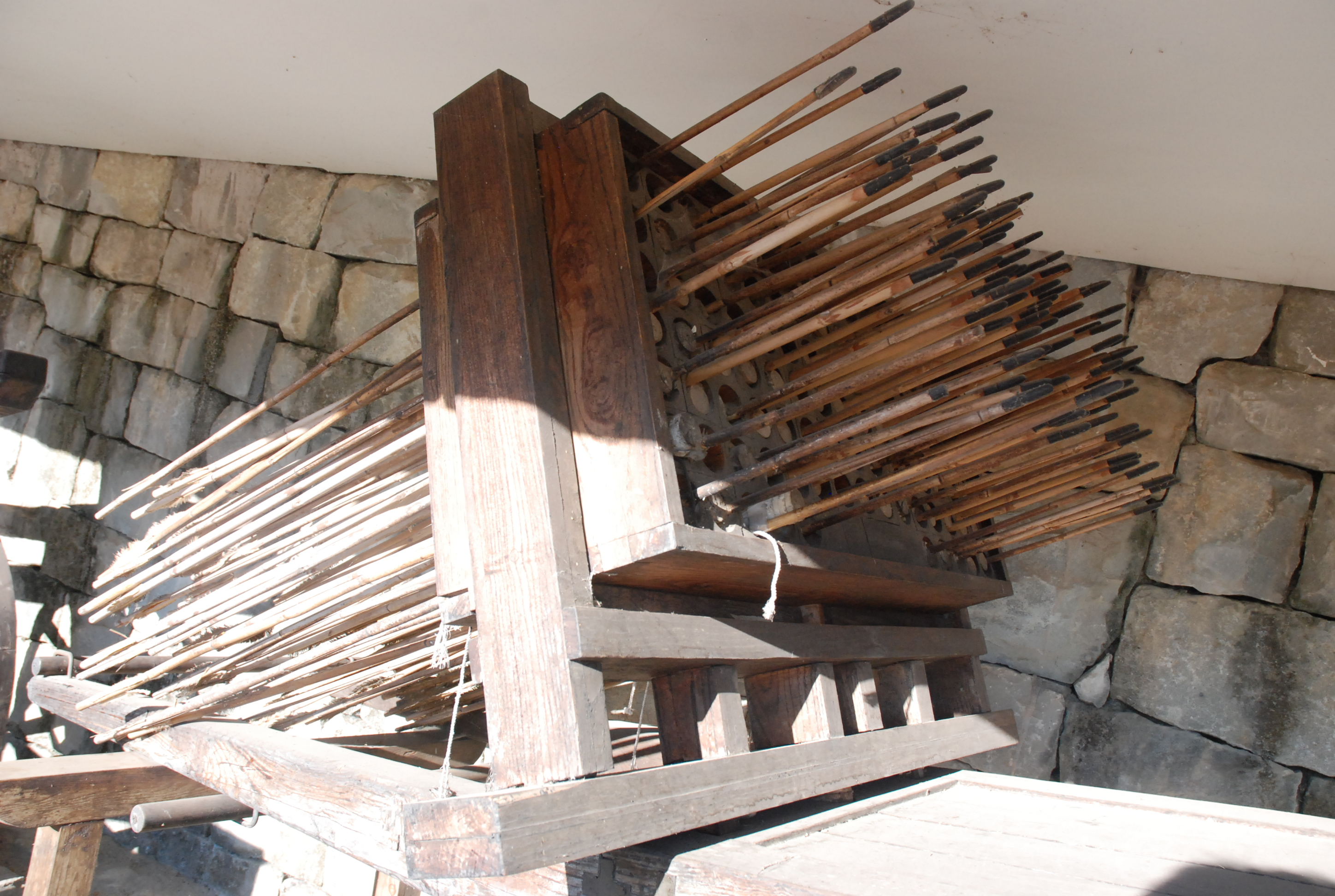
火車の一部である神機箭

### 火車以前の朝鮮半島の火器
倭寇が1350年頃から頻繁に海岸の地域を荒らし、被害が増加していたため、高麗の軍事上層部は国防のための火器開発重要性を認識していた。1374年に中国から倭寇を戦うことを目的として火薬や火器の輸入が行われた。崔茂宣が1374年から1376年の間に朝鮮半島を訪れた中国の商人から硝酸カリウムの純化方法を学び、自国での火器開発が始まった。1377年に崔茂宣をトップとする火薬・火器開発の部署が政府にもうけられた。 ここで火銃や火矢などの開発が行われ、多段式ロケット武器の一種である走火が発明された。 

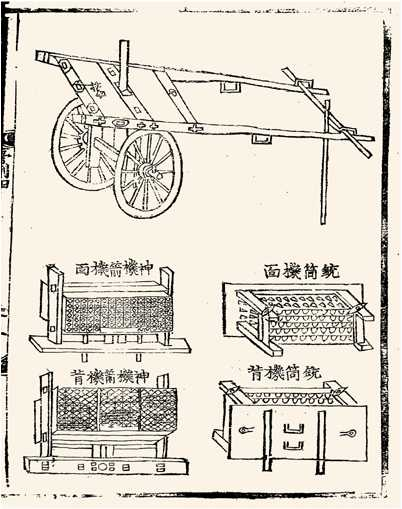
火車の組立・解体の説明。左中央と下は神機箭、右にあるのは文宗の時代のオルガン砲の一部（1474）

### 火車の登場
火車は走火や火矢装置である神機箭から発達した。最初の火車は李氏朝鮮期である1409年（太宗9年）に、李韜（이도）と崔茂宣の息子である崔海山を中心とする科学者たちが発明した。1430年代、世宗が火車含む火器の配備を奨励した。1451年に文宗とその弟により開発された文宗火車は、100本の火矢を発射することができた、あるいは50本の銃筒がついていて一度に200本の矢を発射できたと言われている。漢城（現在のソウル）に50台、北の国境地域に80台が設置された。1451年の終わりまでに数百台の火車が朝鮮半島全域に配備された。 望菴火車などと呼ばれる種類のものもあり、これは大きなトッケビの顔が三面に描かれたカートである。前面に14本、左右に13本ずつ、計40本の銃筒がついており、兵士2名がひとりずつ装填と発射を担当して操作する。この武器はそれぞれの銃身から15発、計600発を発射できたという。

軍学校のデモンストレーションで使用された望菴火車

### 文禄・慶長の役
文禄・慶長の役の際に火車が活用され、砦などに配備された。幸州山城の戦いでは3千4百名の朝鮮兵が3万人の日本兵を40台の火車で撃退したという。日本の武士はこの時に密集した隊列で攻め込んできたため、火車の標的にしやすかった。

## 構造

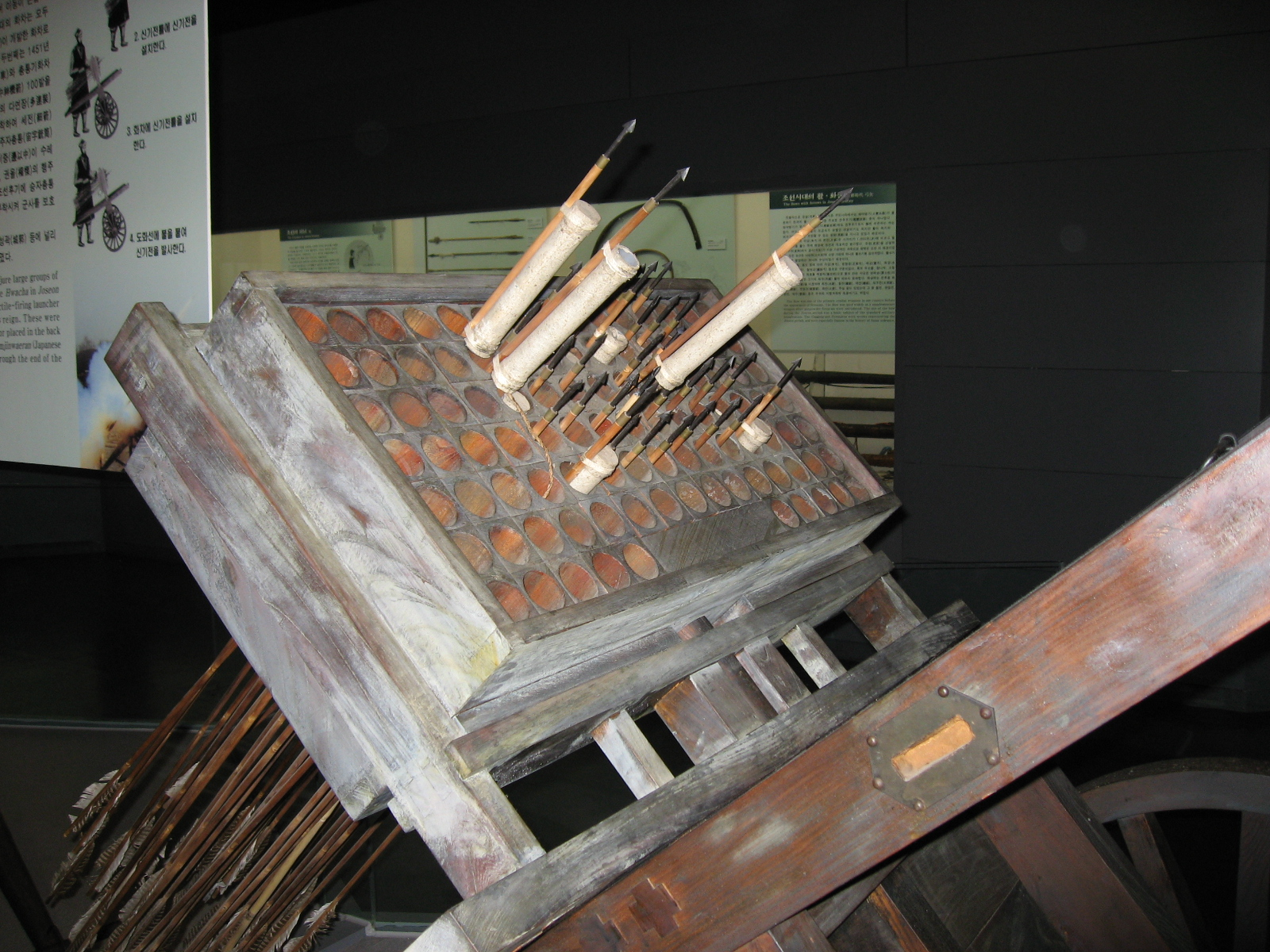
火車の発射台部分。点火器をそれぞれの矢の狭いところに入れて点火して撃つ。

火車の構造は手押し車に似ており、上部に100本から200本の円筒形の穴がついた動かせる木の発射台があり、そこに点火器を入れる。矢は古代中国の火矢に似ており、1.1メートルの長さで矢尻のすぐ下の軸部分に火薬を詰めた紙筒がついている。100本程度の矢を詰めて一度に発射できる。
火車に後ろ側には射手が押したり引いたりできる2本の並行なアームと、一列に並んで攻撃を行ったり、監視の状態で置いておく時に使う垂直な板がついている。車輪は木製の軸と鉄の心棒で固定することが多かった。車輪と心棒の摩擦を減らすため、タールが使われた。
朝鮮軍には攻城兵器担当の技師と鍛冶職人が含まれており、道路状況の悪化、悪天候、戦闘で故障した場合には火車を修理した。

## 矢

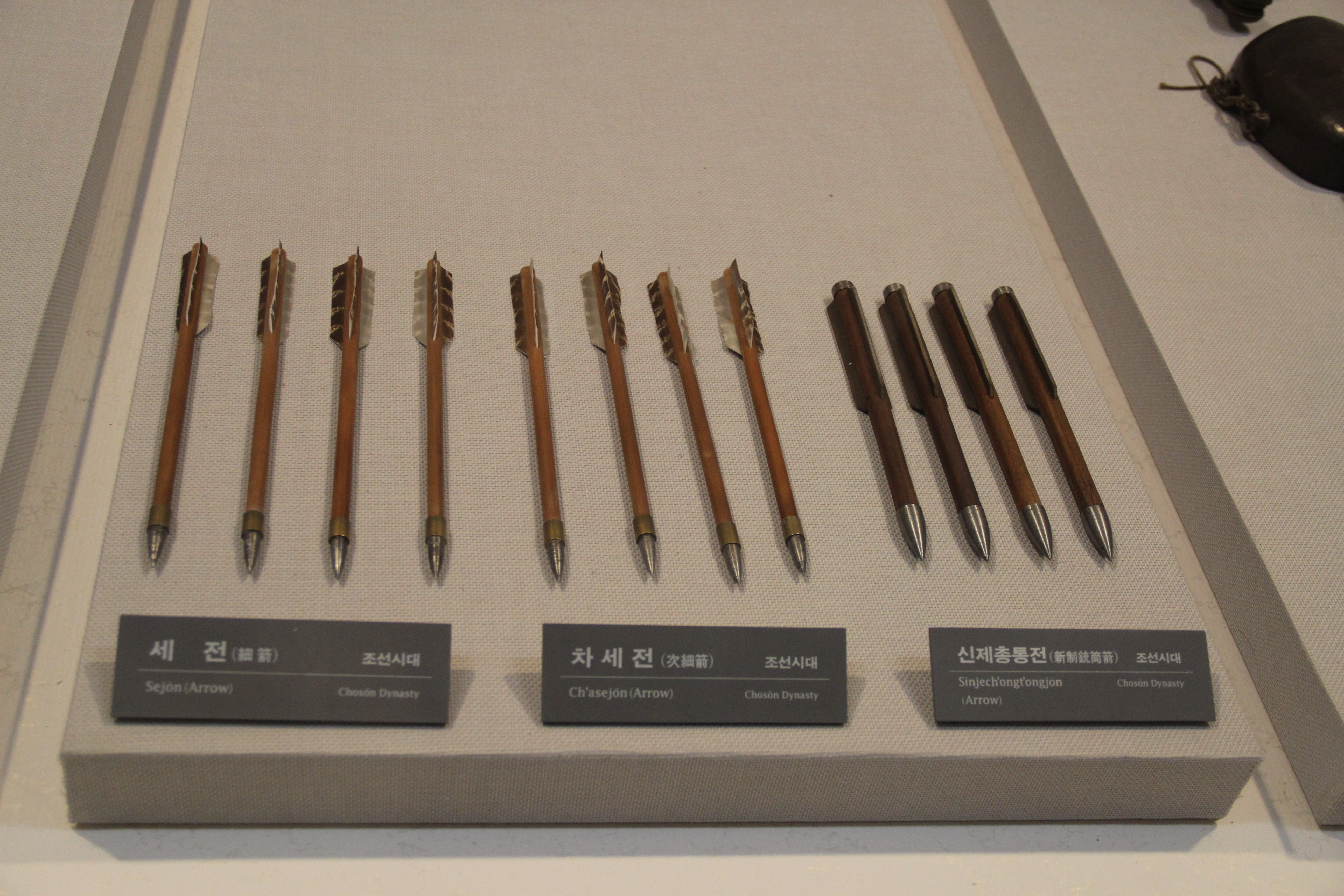
火車には細箭と呼ばれる金属片がついた小さい矢が装填された。

中世から16世紀頃まで西洋の戦争で使われ、重い鉄の弾を必要とするカノン砲や臼砲とは異なり、火車は細くて軽い矢を発射するため、攻城に使用しやすい武器であった。火車の発射台にある弾は2.5 - 4センチほどで、朝鮮半島式の細い角弓を発射できた。
火車に使用する神機箭用の小さな矢が攻城兵器担当の技師によって設計されたが、この矢には羽根をつける部分の近くに黒色火薬の袋がついていた。神機箭用の矢以外に火車は弾頭が鉄でできているタイプの発射体も100本発射できた。

## 使用

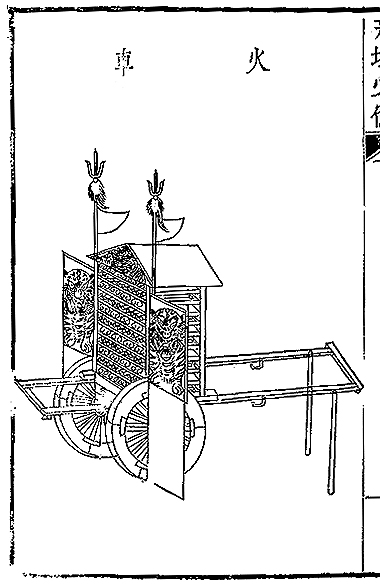
19世紀に描かれた火車の絵（1813）

それぞれの点火器には袋に入った火薬が結びつけられていた。戦闘に備えた火車の使用準備が整うと、射手は火車に矢か鉄の弾頭がついた釘のような矢を装填し、火車から離れて耳をふさぎ、それぞれの点火器についている紐を引いて発射する。
海では射手が安定した場所を見つける必要があるため運用が少し異なる。窓から撃てるので漕ぎ手がいるデッキで運用する射手もいたが、敵艦の帆を狙ってメインデッキから撃つ射手もいた。朝鮮式の板屋船でとくにこのような運用が行われた。

## 評価
東アジア史研究者の中には、この兵器開発に伴う技術革新が16世紀半ばの亀甲船と並んで文禄・慶長の役に決定的な影響を及ぼしたと推定する者もいる。一方で命中精度の低さや装填の遅さ、火薬の希少さから、火車が実戦で活躍することは少なかった、とする学者もいる。

## 作品への登場
『Ghost of Tsushima』には火車に似た兵器が登場するが、このゲームは元寇の時期が題材であり、火車が登場するよりもずっと前の時代が舞台であるため、時代考証としては正確ではない。
『Civilization』シリーズでは、朝鮮を代表する兵器として登場する。